# 潜水艦救難艦
潜水艦救難艦（せんすいかんきゅうなんかん、英: Submarine Rescue Ship）は、救難艦の一種であり、特に海中で遭難・浮上不能になった潜水艦の乗員救助の任に当たる艦である。艦種記号はASR（Auxiliary Submarine Rescue Vessel）。
潜水艦救難艦や飛行機には、深海で作業を行えるよう深海救難艇（DSRV）や遠隔操作潜水艇（ROV）を搭載する物もある。
また、潜水艦救難艦に母艦機能を加えたものを潜水艦救難母艦といい、洋上で浮上した潜水艦を接舷させ、燃料、真水、物資や兵装などを補給できるほか、潜水艦乗員に対し艦内で入浴・仮眠などの休養をさせることができる。艦種記号はAS（Auxiliary Submarine Tender）。

## 概要
潜水艦は事故などの不測事態が発生した際に、潜航状態から浮上できずに海底に沈座してしまう事例が多々発生する。そのような場合に一刻も早く内部に閉じ込められた乗員を救出することを主たる任務とし、そのために必要な装備を施された艦が潜水艦救難艦である。

## 救難方式

### 潜水艦ごと救出する方式
初期の潜水艦は排水量も小さく、潜航深度も浅かったため、艦体ごと海面上に引っ張り上げて乗員を救出する方式が多用された。吊り上げ方式は大きく以下に二別される。
- 釣瓶方式

艦の左右どちらかに廃艦となった旧式潜水艦などをバラストとして用意し、これを沈めることで反対側にくくられた潜水艦を吊り上げる方式。
- 直接動力方式

バラストを使わず、艦の動力のみで潜水艦を吊り上げる方式。

### 乗員のみまず救出する方式
第二次世界大戦後は潜水艦も大型化し、潜航深度も深くなったため、艦体を急速浮上させるのは困難となった。このため、レスキュー・チェンバーや深海救難艇などを沈座した潜水艦まで送り込み、まず乗員を救出する方法が主流となっている。

## 代表的な潜水艦救難艦

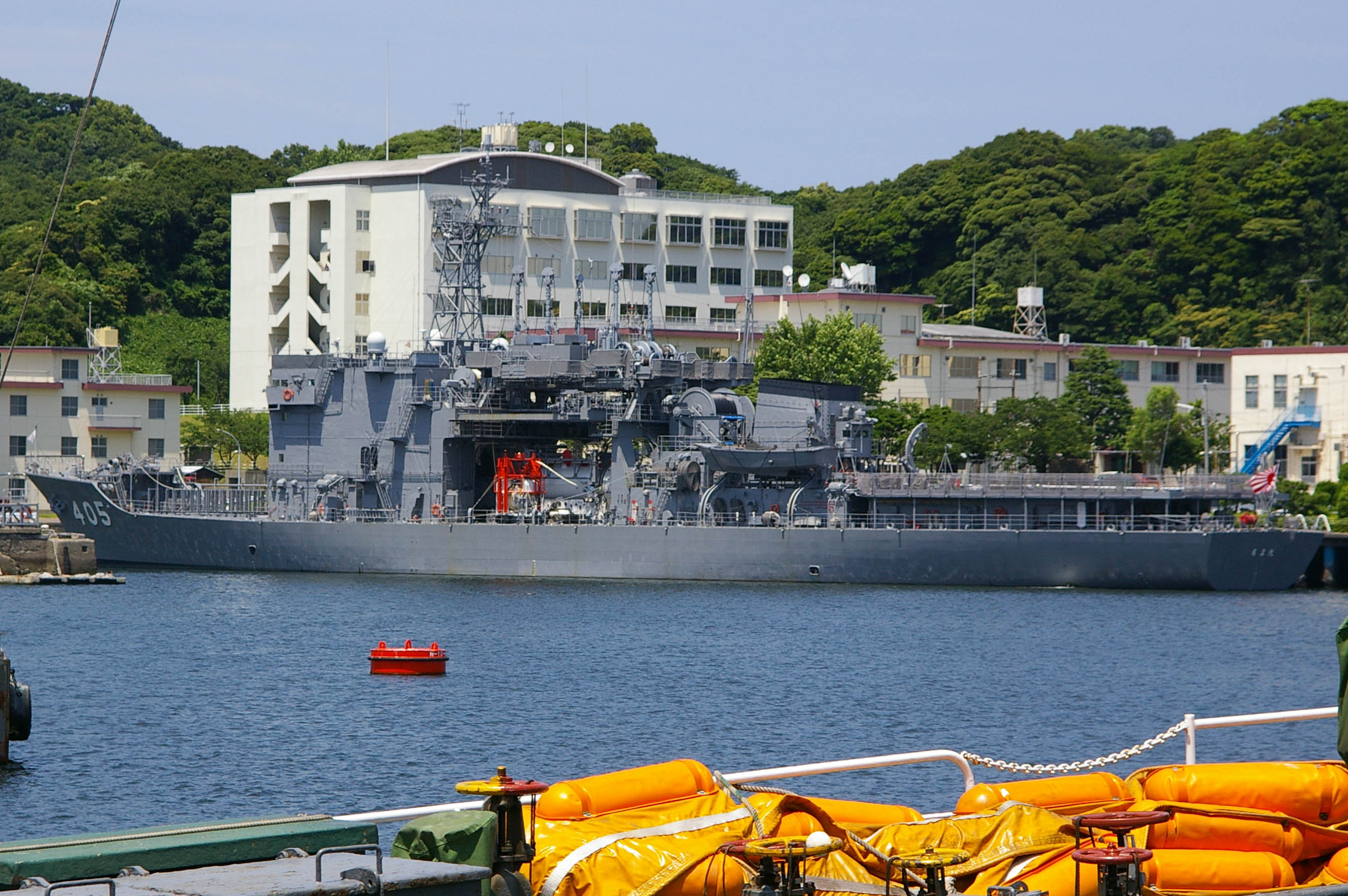
海上自衛隊 潜水救難母艦AS405 ちよだ

### 日本（帝国海軍）
- 朝日（練習特務艦だった1923年から1937年のみ）

### 日本（海上自衛隊）
- ちはや（退役）
- ふしみ（退役）
- ちよだ（退役）
- 二代目ちはや
- 二代目ちよだ

### アメリカ海軍
- ウィジョン（Widgeon, ASR-1）
- ファルコン（Falcon, ASR-2）
- チウィンク（Chewink, ASR-3）
- マーラード（Mallard, ASR-4）
- オルトラン（Ortolan, ASR-5）
- ピジョン（Pigeon, ASR-6）
- チャンティクリアー（Chanticleer, ASR-7）
- コウカル（Coucal, ASR-8）
- フロリカン（Florikan, ASR-9）
- グリーンレット（Greenlet, ASR-10）
- マカウー（Macaw, ASR-11）
- ペンギン（Penguin, ASR-12）
- キティウェイク（Kittiwake, ASR-13）
- ペトレル（Petrel, ASR-14）
- サンバード（Sunbird, ASR-15）
- トリンガ（Tringa, ASR-16）
- ブルーバード（Bluebird, ASR-19）
- スカイラーク（Skylark, ASR-20）
- ピジョン級潜水艦救難艦

### ソビエト海軍、ロシア海軍
DSRV
- プリズ級深海救難艇（AS-26、AS-28、AS-30、AS-34）
- СГА «Бестер-1» （AC-40）

潜水艦救難潜水艦
- インディア型潜水艦

潜水艦救難艦
- コムーナ（1911年-現役）
- エルブルス級(проект537 <<Эльбрус>>：プロジェクト537 エリブルス)
  - エルブルス（Эльбрус、1980年12月28日-1997年）
  - アラゲス（Алагез）
- イーゴリ・ベロウソフ（ロシア語版）（2012年10月30日-現役、СГА «Бестер-1» （AC-40）搭載）

### NATO
- DSRV：北大西洋条約機構潜水艦救助システム(略称：NSRS）

イタリア海軍
- アンテオ（現役・NSRS搭載）
- DSRV：MSM-1/S型「ウセル」（Usel、退役）

イギリス海軍
- DSRV：LR5 潜水艦救助システム（退役）
- ROV：Scorpio ROV

ノルウェー海軍
- ハーシュタ (哨戒艦)（現役・NSRS搭載）
- バレンツシャフ級哨戒艦（現役・NSRS搭載）

### 中国海軍
- 925型（大江型、en）
  - 長興島
  - 崇明島
  - 永興島

- 926型
  - 海洋島
  - 劉公島
  - 長島

### 韓国海軍
- 清海鎮（チョンヘジン）

### トルコ海軍
- TCG Alemdar (A-582)
- TCG Akın (A-585) 元米海軍USS Greenlet (ASR-10)
- TCG Işın (A-589) 元米海軍USS Safeguard (ARS-25)
- TCG Kemer (A-582) 元西ドイツ軍（フランス海軍） M-1255 Passau

### スウェーデン海軍
- ベロス（A214）

### 朝鮮人民軍海軍
- コワン級

### ブラジル海軍
- NSS Felinto Perry (K-11)

## 代表的な救難事例
第六潜水艇（旧日本海軍）
明治43年（1910年）、訓練のために出港した同艇が沈没。救難作業の結果、艇体の浮上には成功したが、乗員は全員死亡。
スコーラス（アメリカ海軍・サーゴ級潜水艦）
1939年5月23日、ニューハンプシャー沖合いで公試中に浸水し、水深75メートルの海底に沈没。潜水艦救難艦ファルコンのレスキューチェンバーにより乗組員59名のうち33名の救出に成功。
クルスク（ロシア海軍・オスカー型）
2000年、演習中に爆発事故により沈没。ロシア海軍が保有していた各種潜水艦救難艦ではハッチを開けられず、救援要請を受けたノルウェーの民間潜水員が飽和潜水により障害物を撤去したが、乗員は全員死亡していた。